# جيمس ك. أ. سميث
جيمس ك. أ. سميث (بالإنجليزية: James K. A. Smith)‏ هو عالم عقيدة أمريكي، ولد في 1970 في زورا في كندا.

## وصلات خارجية
- الموقع الرسمي